# Memići (Republika Serbska)
Memići (cyr. Мемићи) – wieś w Bośni i Hercegowinie, w Republice Serbskiej, w gminie Čelinac. W 2013 roku liczyła 118 mieszkańców.